# Jordi Cerdà i Gerebés
Jordi Cerdà i Gerebés   (Barcelona, 1949) és un artista català.

## Biografia
Estudià pintura i disseny a l'Escola Massana i es llicencià en Belles Arts a la Universitat de Barcelona. Completa la seva formació amb estudis d'arquitectura i filosofia. La seva primera exposició, l'any 1968, tendia al minimalisme i reunia pintures, dibuixos i gravats.
A principis dels anys 70 del segle XX va començar a treballar en l'elaboració de la imatge, i s'incorporà dins l'esfera catalana més propera a l'art conceptual, junt a artistes com Eugènia Balcells, Sílvia Gubern, Carles Pujol, Àngel Jové, Antoni Llena, Benet Rossell o Àngels Ribé. La reflexió teòrica sobre l'art i la seva representació constitueixen l'eix de les seves intervencions. Al mateix temps, realitza films experimentals, una activitat que serà força productiva dins de la seva trajectòria, i crea fotomuntatges, performances, accions i instal·lacions. Com altres artistes conceptuals catalans, treballa també amb l'objecte, herència del dadaisme, el pop i el nou realisme.
El 1979 va realitzar una exposició a l'Espai 10 de la Fundació Joan Miró, després d'una estada a Nova York. La mostra es va presentar sobre uns panells mòbils penjats del sostre per tal de multiplicar la superfície mural i poder exposar bona part de l'obra amb què l'artista comptava fins al moment. Entre les peces més emblemàtiques hi havia Mort Franco TV, un qüestionament del poder dels mitjans de comunicació i de la seva manera de transmetre els relats històrics oficials. L'obra central era un exercici de crítica de la representació amb el cos femení com a suport: Suite Cos de dona dins l'art comparava el nu d'una dona amb els nus idealitzats de la tradició pictòrica i del cànon museístic, legitimat per una història de l'art que desemmascarava com a conservadora pel que fa a les qüestions de gènere.
Durant els anys 80 i 90, la seva obra es va tornar més reflexiva, especialment pel que fa als conceptes d'espai, temps, l'art i els mitjans de comunicació, prenent força els aspectes purament lingüístics. Durant els darrers anys, la seva obra s'ha centrat en relectures d'imatges de la història de l'art i en reflexions sobre temes com el museu com a institució.

## Obres destacades
Selecció:
- Concepte mínim (1972)
- Objectes i capses (1974-75)
- Contactes aquosos (1976)
- Suite René Magritte (1977)
- Suite Pintura (1978)
- Paral·lelisme cos de dona dins l'art (1977-78)
- Accions de cada dia: penetracions (1979-80)
- Reflexió-procés-pintura (1979-1981, amb Roman Vallès)
- Reflexions (1986)

## Exposicions destacades
Selecció:
- 1979: Reflexions, Espai 10, Fundació Joan Miró
- 1984: Re Reading (Relectures), SHP Bracknell Arts Centre. Berkshire
- 1991: Cuatro direcciones, Museu Reina Sofía
- 1991: Mobiliari urbà, obra feta a Nova York, 491 Art i recerca
- 1993: La cadira de Kosuth és una bona cadira, performance a l'aparador de la botiga Vinçon
- 1993: Interior amb figures retòriques Galería 4RT
- 1995: Dintre meu hi ha una mica de… fotoperformance
- 1995: Exposició retrospectiva, Museu Joan Cabré, Calaceit
- 1999: Reflex, desig i visió, Museu Monjo
- 2002: Exposició-Absorció-Reflexió, Centre de Cultura Contemporània, Barcelona
- 2004: Museu portàtil, 491. Art i recerca

## Anàlisi
En paraules de la crítica d'art Pilar Parcerisas: 
| «                        | Extremadament metòdic i pulcre en la seva tasca, la seva obra constitueix un encavalcament continuat de relectures sobre el fet pictòric, amb tota la seva càrrega iconogràfica i convencional, de vegades des d'una perspectiva irònica, crítica o de constatació, deixant sempre algun punt sense resposta per posar a prova l'agudesa de l'espectador. […] Tot l'esforç de Cerdà s'encamina a elevar a la categoria de signe allò que és real. […] A la major part d'aquestes suites és una constant la presència del quadre dins el quadre, produint a vegades un efecte de redundància, com en el cas dels afusellaments del 2 de maig o la Maja desnuda de Goya, mentre que en d'altres destaca més la situació de «fora de context» i contraposició de realitats, com la urbana i la rural en el cas de l'Angelus de Millet | » |
| — Pilar Parcerisas, 1986 | |   |